# الجمعية العلمية للاستثمار والتمويل
الجمعية العلمية للاستثمار والتمويل، هي جمعية علمية مقرها كلية الاقتصاد والإدارة بجامعة القصيم، تعمل وفقًا للقواعد والأحكام المنظمة للجمعيات العلمية في الجامعات السعودية، تهدف إلى تطوير مجالات الاستثمار والتمويل، وتعزيز العلاقات مع الجمعيات العلمية الأخرى.

## الرؤية
تطوير المعارف النظرية والتطبيقية لشتى مجالات الاستثمار والتمويل.

## الأهداف
- تنمية الفكر العلمي.
- تحقيق التواصل العلمي بين المتخصصين وتقديم المشورة العلمية.
- تشجيع البحث العلمي ونشر الدراسات والبحوث العلمية.
- إقامة المنتديات العلمية وتفعيل التواصل لمناقشة القضايا المعاصرة.
- تقديم الاستشارات في المجالات المرتبطة بالممارسات الاستثمارية.[3]

## وصلات خارجية
- الجامعة تنظم مؤتمرا لتشجيع الاستثمار والتمويل الصناعي بالمملكة.
- الجمعية العلمية للاستثمار والتمويل بجامعة القصيم تعقد أول اجتماعاتها.